# São Luís do Curu
São Luís do Curu est une municipalité brésilienne de l’État du Ceará. En 2010, elle compte 12 519 habitants.

## Source
- (pt) Cet article est partiellement ou en totalité issu de l’article de Wikipédia en portugais intitulé « São Luís do Curu » (voir la liste des auteurs).